# خوان رينيه سيرانو
خوان رينيه سيرانو (بالإسبانية: Juan Serrano)‏ هو نبال مكسيكي، ولد في 23 فبراير 1984 في غوادالاخارا في المكسيك.

## وصلات خارجية
- خوان رينيه سيرانو على موقع أوليمبيديا (الإنجليزية)